# Gladiolus
Gladiolus es un género de plantas perennes y bulbosas perteneciente a la familia Iridaceae. El género se distribuye en el área mediterránea europea, Asia, África tropical y Sudáfrica. No obstante, el centro de diversificación del género es la provincia del Cabo, en Sudáfrica, donde se ha hallado el mayor número de especies. De hecho, el género comprende aproximadamente 250 especies, de las cuales 163 son de África austral, 10 de Eurasia, 9 de Madagascar y las restantes de África tropical. Los géneros Oenostachys, Homoglossum, Anomalesia y Acidanthera, tradicionalmente considerados géneros independientes, han sido incluidos dentro de Gladiolus.

## Origen del nombre genérico
El nombre del género se atribuye a Plinio y hace referencia, por un lado, a la forma de las hojas de estas plantas, similares a la espada romana denominada gladius. Por otro lado, también se refiere al hecho de que en la época de los romanos la flor del gladiolo se entregaba a los gladiadores que triunfaban en la batalla; por eso, la flor es el símbolo de la victoria.

## Descripción

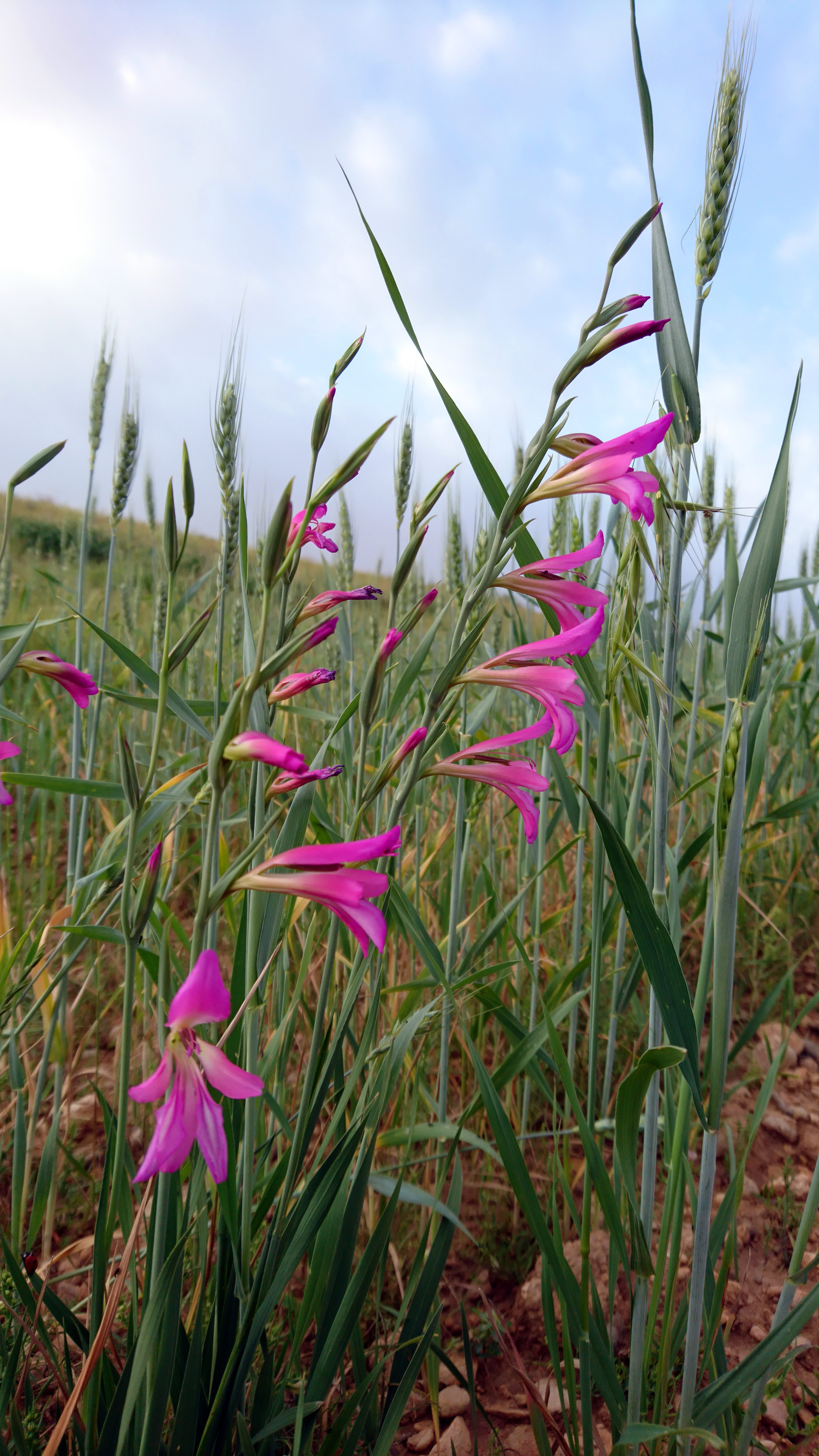
Wild Gladiolus, Behbahan, Irán

Las especies de Gladiolus presentan flores ligera o acentuadamente  zigomorfas y hermafroditas. El perigonio está compuesto por 6 tépalos subiguales, extendidos, recurvos, unidos en su base formando un tubo más o menos notable según la especie. El androceo está compuesto por 3 estambres, dispuestos unilateralmente, arqueados. Los filamentos de los estambres son filiformes y libres. Las anteras son lineares. El ovario es ínfero, trilocular, con los lóculos pluriovulados, el estilo es filiforme y trífido. El fruto es una cápsula dehiscente por 3 valvas. Son plantas herbáceas cuyo tallo subterráneo es un cormo. El cormo se renueva sobre sí mismo en cada ciclo vegetativo. Al terminar un ciclo, si se desentierra la planta, se puede observar el cormo viejo y deshidratado por debajo del nuevo. Cada cormo es macizo, y está recubierto por capas finas de tegumentos fibrosos. Los tallos son aplanados y las hojas son ensiformes. Las flores, muy vistosas, están dispuestas en largas espigas terminales más largas que las hojas. La altura de las plantas va de 30 cm a 1 m, según la especie.

## Polinización y diversidad enGladiolus
Las estrategias de polinización cruzada de Gladiolus son inusualmente diversas e incluyen como vectores a varias especies de abejas, pájaros, moscas, escarabajos y mariposas. Los cambios evolutivos asociados a la polinización por vectores tan variados involucraron varias modificaciones de las flores, tales como la pigmentación de los tépalos y el tipo de manchas de los mismos, la presencia o ausencia de aroma en las flores y, ocasionalmente, el cambio de la simetría floral. Asimismo, existieron cambios asociados en las características del néctar (volumen, concentración y tipo de azúcares). Todos estos cambios explican la gran variabilidad en la morfología floral del género.
Gladiolus presenta asimismo varios números cromosómicos básicos (x = 11, 12, 13, 14 y 15), siendo x = 15 el más frecuente. La mayoría de las especies sudafricanas son diploides, mientras que las euroasiáticas son poliploides.

## El gladiolo cultivado

### Origen

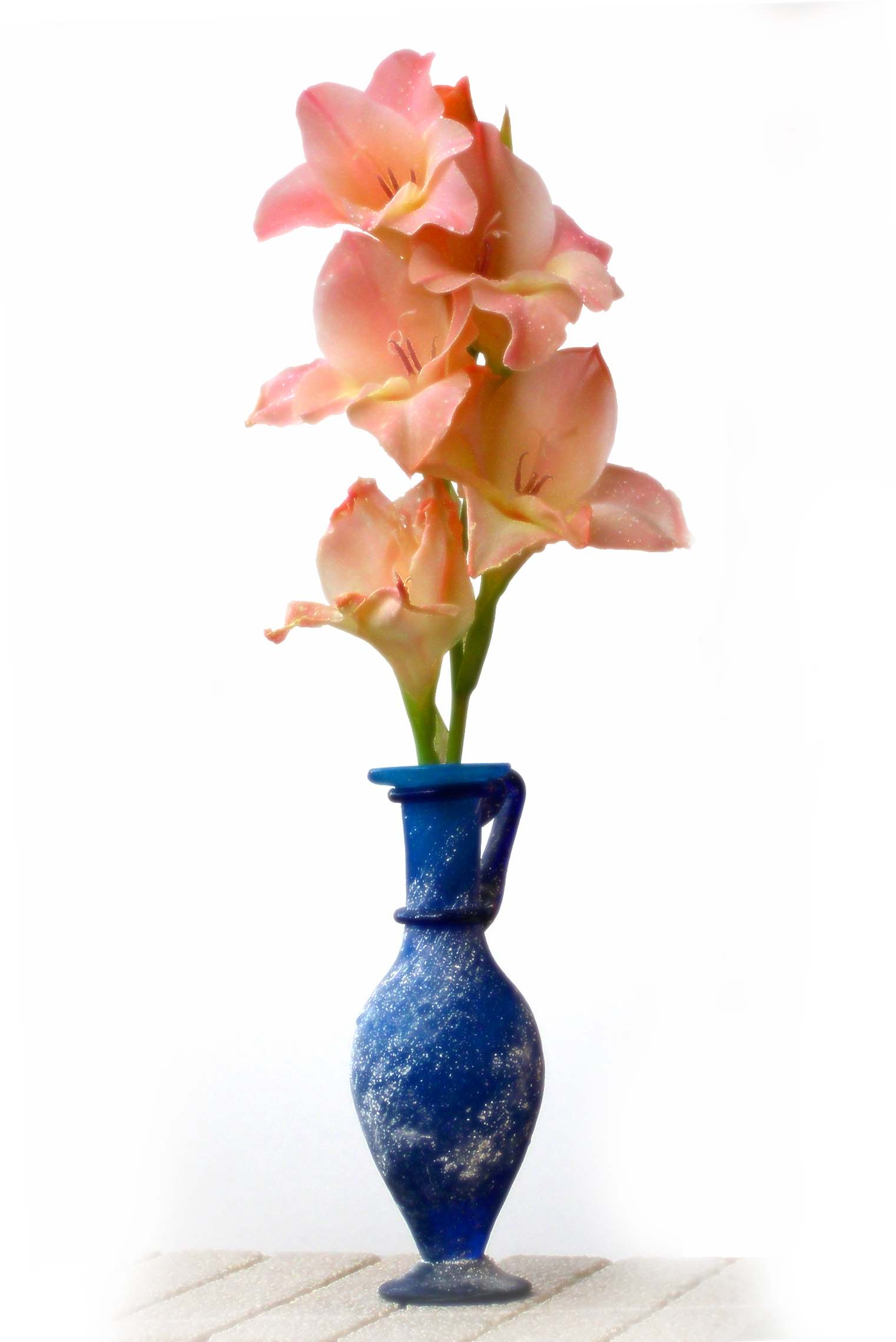
Gladiolos empleados como flor cortada.

El gladiolo cultivado actualmente es un híbrido complejo producto del cruzamiento entre varias especies del género que se han venido realizando desde principios del siglo XIX. Al principio de esta era del mejoramiento genético del gladiolo, caracterizada por la obtención de híbridos interespecíficos, a los descendientes producidos por hibridación entre dos especies se les otorgaba un nombre binomial, como por ejemplo:
- Gladiolus × colvillii, es el producto de la cruza entre Gladiolus tristis con Gladiolus cardinalis obtenido por primera vez en 1823.
- Gladiolus × ramosus, se obtuvo entre 1880 a 1892 al cruzar G. cardinalis con G. blandus (sin.: G. carneus)
- Gladiolus × nanus, obtenido en el mismo período anterior, es el producto de la hibridación entre G. cardinalis y G. ramosus.
- Gladiolus × gandavensis, presumiblemente derivado de la cruza entre Gladiolus natalensis y G. oppositiflorus.

Muchos mejoradores en Europa y, más tarde, en Estados Unidos, utilizaron a Gladiolus × gandavensis en cruzamientos con otras varias especies silvestres de Gladiolus. Así, la hibridación de G × gandavensis con G. cruentus dio origen a G. × leichtlinii en Alemania. Más tarde, derivados de esta última cruza se denominaron Gladiolus × childii en Estados Unidos. La hibridación de este último con uno de sus parentales (G. cruentus) dio origen a G. × princeps. Otros muchos nombres fueron acuñados para estos híbridos y, conforme pasaron los años, se fue incrementando el número de especies silvestres que se iban incorporando a estos planes de hibridación. Además de las especies ya nombradas, G. papilio, G. orchidiflorus, G. alatusy G. caryophyllaceus fueron incluidas en el acervo genético del gladiolo cultivado. Para el año 1910 existían miles de cultivares de gladiolos de verano disponibles comercialmente y procedentes de diversas fuentes. La costumbre de desarrollar híbridos interespecíficos y otorgarles una denominación binomial basada en el nombre del creador o en el lugar de origen confundió bastante la nomenclatura botánica de este cultivo. A partir de 1910 no se realizaron prácticamente nuevas hibridaciones con otras especies silvestres y los mejoradores dedicaron la mayor parte de sus esfuerzos a lograr cultivares más fuertes y de flores más grandes, como los que conocemos en la actualidad. La nomenclatura botánica del gladiolo cultivado es, por lo tanto, sumamente complicada ya que ninguno de los cultivares actuales, los que presentan gran diversidad de tamaños, colores y forma de las flores así como de épocas de floración, puede identificarse con el nombre de ninguno de los taxones silvestres del género. Por esa razón, la mayor parte de los gladiolos cultivados se agrupan bajo la denominación binomial Gladiolus × hybridus Hort. o Gladiolus × grandiflorus Hort.

### Utilización
Como  planta ornamental se utilizan numerosos cultivares híbridos, los que se cultivan en jardines para hacer borduras mixtas de gran colorido.  No obstante, el principal uso del gladiolo es en la industria de la floricultura, para la producción de flor cortada.

### Descripción
El gladiolo cultivado, como se describió previamente, es un híbrido complejo resultado del cruzamiento entre varias especies del género Gladiolus y la posterior selección artificial sobre los descendientes. Son plantas perennes, bulbosas, de atractivas flores de color blanco, crema, rojo, amarillo, anaranjado, púrpura. Los tonos, así como la combinación y patrones de distribución del color son muy variables entre cultivares. Los seis tépalos son usualmente algo diferentes entre sí y se hallan unidos en la base formando un tubo. Las flores son hermafroditas, cigomorfas, sésiles, cada una rodeada de una bráctea y una bractéola verdes. Las flores se hallan dispuestas en largas espigas terminales que llevan 12 a 20 flores. El fruto es una cápsula oblonga o globosa que contiene numerosas semillas aladas y marrones. Las hojas, que son alargadas, paralelinervadas y lanceoladas, están recubiertas de una cutícula cerosa y salen todas desde la base. Las hojas inferiores están reducidas a vainas y las superiores son dísticas, de lineares a estrechamente lanceoladas. Los cormos son redondeados, simétricos, algo achatados, con el ápice de crecimiento en el centro de la zona superior que -normalmente- está algo deprimida. Están cubiertos por varias capas de túnicas fibrosas. Son de renovación anual y durante el período de vegetación dan lugar a numerosos "bulbillos". En general los cultivares de gladiolo son tetraploides, con 2n = 4x = 60 cromosomas.

### Tipos de cultivares
Existen numerosas formas de clasificar a los miles de cultivares de gladiolo. Desde el punto de vista de la jardinería la siguiente categorización es útil ya que es la que aparece en numerosos catálogos comerciales y es la que usan las sociedades especializadas en gladiolos. Hay 4 grupos básicos de híbridos cultivados:

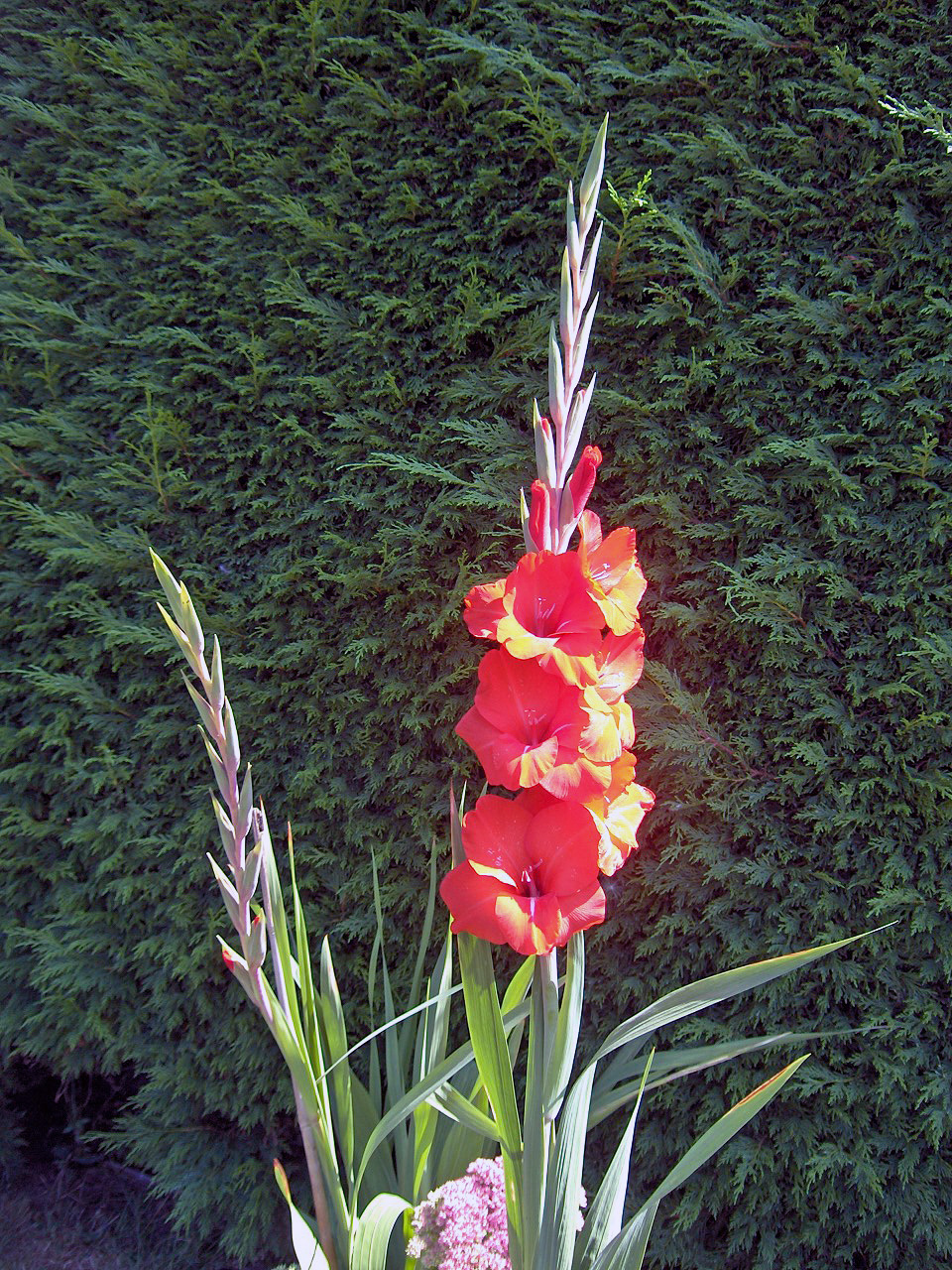
"Red Cascade" un cultivar híbrido de flor grande.

- Híbridos de flor grande: es la categoría más conocida y popular y la que contiene la mayor parte de cultivares. Son plantas grandes de 9 a 15 dm, con flores triangulares de 6 a 18 cm de ancho, densamente dispuestas en forma alternada y unilateral sobre espigas de 4 a 5 dm de largo. Son de floración estival y, por su altura, en general requieren tutorado. Se cultivan para realizar arreglos florales, para exhibición o, comercialmente, para flor cortada. Esta categoría se divide, a su vez, en varios grupos por el tamaño de las flores, desde los "gigantes" con flores de más de 14 cm de ancho, hasta los "miniatura" con flores de menos de 6 cm.
- Híbridos primulinus: son plantas de 45 a 90 cm de altura. Las flores, bastante pequeñas, están dispuestas laxa e irregularmente sobre el tallo. Cada vara puede llevar hasta 20 flores. El tépalo dorsal de cada flor es arqueado y el ancho de las flores no supera los 8 cm.
- Híbridos mariposa, conocidos como "nanus": son plantas de 6 a 9 dm de altura, con flores pequeñas de 4 a 8 cm. Son derivados de primera generación de híbridos interespecíficos entre especies sudafricanas, por lo que retienen la gracia y elegancia de las especies progenitoras. La delicadeza de su aspecto los hace particularmente adecuados para arreglos florales. Son una excelente elección para lugares sombreados o parcialmente sombreados del jardín. Los dos aspectos básicos que definen a este grupo de cultivares son que las flores, con tépalos rizados, están densamente dispuestas en el tallo y que las gargantas de las flores presentan colores vívidos. Las espigas tienen de 30 a 38 cm de largo y llevan hasta 7 flores. Ejemplos de este tipo de cultivares son "Charm" (Gladiolus × ramosus), de color púrpura con la garganta crema y "Robinette", de color rojo cereza y la garganta de un tono más claro. En esta categoría se incluyen los cultivares "The Bride" (Gladiolus × colvillei) de color blanco puro y "Nymph" (Gladiolus × nanus), de color blanco puro con manchas rojo brillante.
- Especies silvestres: son clones seleccionados directamente a partir de varias especies silvestres. Ejemplos de esta categoría son Gladiolus callianthus (sin. Acidanthera bicolor) y Gladiolus byzantinus.

### Necesidades del cultivo
Temperatura
La temperatura mínima biológica (cuando no hay crecimiento) es de 5-6 °C. Las temperaturas óptimas para su desarrollo son de 10-15 °C por la noche y de 20-25 °C por el día. La formación del tallo floral tiene lugar desde los 12 °C hasta los 22 °C. La temperatura ideal del suelo es de 10-12 °C, las superiores a 30 °C son perjudiciales para esta planta. Al contrario de lo que ocurre con otras plantas bulbosas, como el tulipán, la inducción y la diferenciación floral se produce después de la plantación de los bulbos, cuando aparece la tercera o cuarta hoja, es decir, después de 4 a 8 semanas. Esta duración varía en función de la temperatura y no de la luz.
Fotoperiodo
El gladiolo florece cuando los días son mayores de 12 horas (se dice que es una especie de día largo), y es una planta heliófila (amante del sol) por lo que requiere bastante luminosidad; si esta es insuficiente las plantas no florecen. Por esta razón, cuando se lo cultiva en invernadero durante los meses de invierno es necesario aportar iluminación artificial.
Humedad relativa
La humedad ambiental deberá estar comprendida entre el 60 y el 70 %. 
Suelo
Es poco exigente en suelos, pero prefiere los arenosos, bien drenados y con aportes de fertilizante o abonos orgánicos. Si el suelo es arcilloso hay que evitar encharcamientos que son causales de enfermedades. El pH óptimo está entre 6 y 7.

### Cultivo en el jardín
Los híbridos se plantan en primavera a 8-10 cm de profundidad y a 10-15 cm entre plantas. Para obtener floraciones durante un mayor lapso de tiempo se pueden plantar los cormos escalonadamente. Necesitan de un suelo bien drenado y arenoso y un sitio bien soleado. Es imprescindible regar bien las plantas durante el verano y tutorar a aquellos cultivares con tallos muy altos. Los cormos se arrancan en otoño y se guardan secos durante el invierno, especialmente en zonas de inviernos muy fríos o lluviosos. 

### Cultivo a gran escala
Los gladiolos se cultivan básicamente para la producción de flor cortada. Para abastecer las necesidades anuales de cormos de los productores de flor cortada y el abastecimiento de bulbos para decoración de jardines y parques, se realiza también la producción a gran escala de bulbos.  

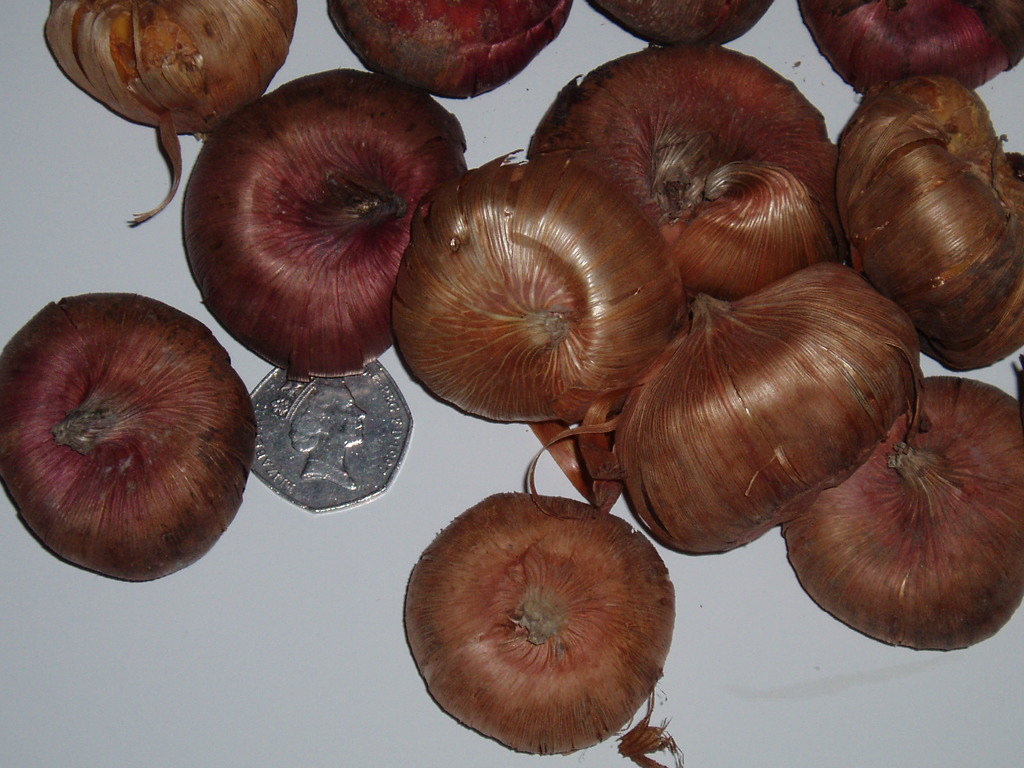
Bulbos de gladiolo.

Cultivo para la producción de bulbos
La plantación tiene lugar en primavera y un ciclo de cultivo dura dos años. En el primer año, se plantan los bulbillos de calibre 1/2 a 2/3 a una densidad de 3 a 5 millones de bulbillos/ha. Luego del cultivo, se arrancan los cormos mecánicamente, se almacenan y se procede a plantarlos nuevamente. En el segundo año de cultivo, los cormos se plantan a una densidad de 300.000 a 600.000/ha. Se realizan controles para determinar que los cormos pertenecen a la variedad que se está multiplicando mediante la inspección de las espigas que van floreciendo. Luego de esta inspección, las espigas se cortan para permitir un mayor crecimiento de los cormos. Se realizan desmalezados químicos o mecánicos y, una vez que las plantas se ponen amarillas, se procede a la recolección de los cormos, los que habrán llegado a calibres de 8/10 a 14 y más.
Cultivo para flor cortada.
Se emplean cormos de gran calibre (12/14, 14 y mayores) y de cultivares adaptados a las condiciones edafoclimáticas del lugar de producción. Según las condiciones climáticas y la época del año, se realizan dos tipos de producción: al aire libre y bajo invernadero. En ambos casos, y luego de la plantación, se realiza una serie de prácticas de manejo del cultivo, las cuales son:
- fertilización o abonado: no es un cultivo que necesite grandes aportes de fertilizante, ya que buena parte de sus necesidades las obtiene del cormo. Cuanto más grande sea este menor será la necesidad de fertilizar el cultivo. El gladiolo es un cultivo exigente en nitrógeno, pero su exceso favorece el desarrollo de la parte vegetativa en detrimento del tamaño de las inflorescencias y en las variedades que tienen tendencia a arquearse se acentúa este problema. Por otra parte, la carencia de nitrógeno se traduce en un menor número de flores y en inflorescencias más pequeñas, en casos extremos de deficiencia de este elemento las hojas se decoloran y amarillean. El fósforo es un elemento muy importante, siendo fundamental su aplicación en una relación equilibrada con el nitrógeno. Los síntomas de carencia se pueden detectar por la coloración violácea que toman las hojas. En cuanto a los microelementos, la deficiencia más común es el hierro y se corrige fácilmente con quelatos. La deficiencia en boro hace que las hojas se partan por los bordes y que disminuya el tamaño de la inflorescencia.
- entutorado: imprescindible para conducir las varas o inflorescencias de modo que no vuelquen por acción del viento.
- desmalezado: práctica en la cual se utilizan medios mecánicos o químicos (herbicidas).
- deshijado o desbrotado: práctica en la cual se eliminan manualmente los brotes laterales dejando solo uno por cormo, para garantizar la formación de varas de gran calidad.
- recolección: las varas florales se cosechan con los botones florales cerrados y cuando se observa el color de los pétalos de la primera flor. El rendimiento es de una vara floral por cormo.
- Manejo post-cosecha: una vez recolectadas las varas se colocan en cámara frigorífica a 4-5 °C en agua. De no venderse inmediatamente, las varas se pasan a una cámara frigorífica a 1-2 °C durante 6-7 días. Las varas se deben mantener siempre en posición vertical para evitar que extremos de la vara floral se arqueen.

### Multiplicación
Los gladiolos se multiplican usualmente a través de "bulbillos". Estos bulbillos son cormos en miniatura que se forman en la base del cormo original. Se observan fácilmente cuando se arrancan los cormos en otoño para almacenarlos durante el invierno. Los bulbillos necesitan de uno o dos años de cultivo para alcanzar el tamaño necesario para producir espigas de buen tamaño. La multiplicación realizada de este modo es asexual, todos los cormos derivados de un mismo cultivar mantendrán inalterables las características genéticas y, por ende, todas las características fenotípicas.
La multiplicación a través de semillas (sexual) se realiza para el mantenimiento de poblaciones de especies silvestres, o bien, para hacer mejoramiento genético. Al cruzar manualmente dos cultivares entre sí, las plantas derivadas de la semilla obtenida manifestarán una gran variabilidad para muchos caracteres, incluyendo el tamaño y color de la flor, la resistencia a enfermedades y la fenología. Estos atributos pueden ser seleccionados y posteriormente retenidos en forma indefinida mediante la multiplicación asexual.

### Plagas y enfermedades

#### Plagas[10][5][12]

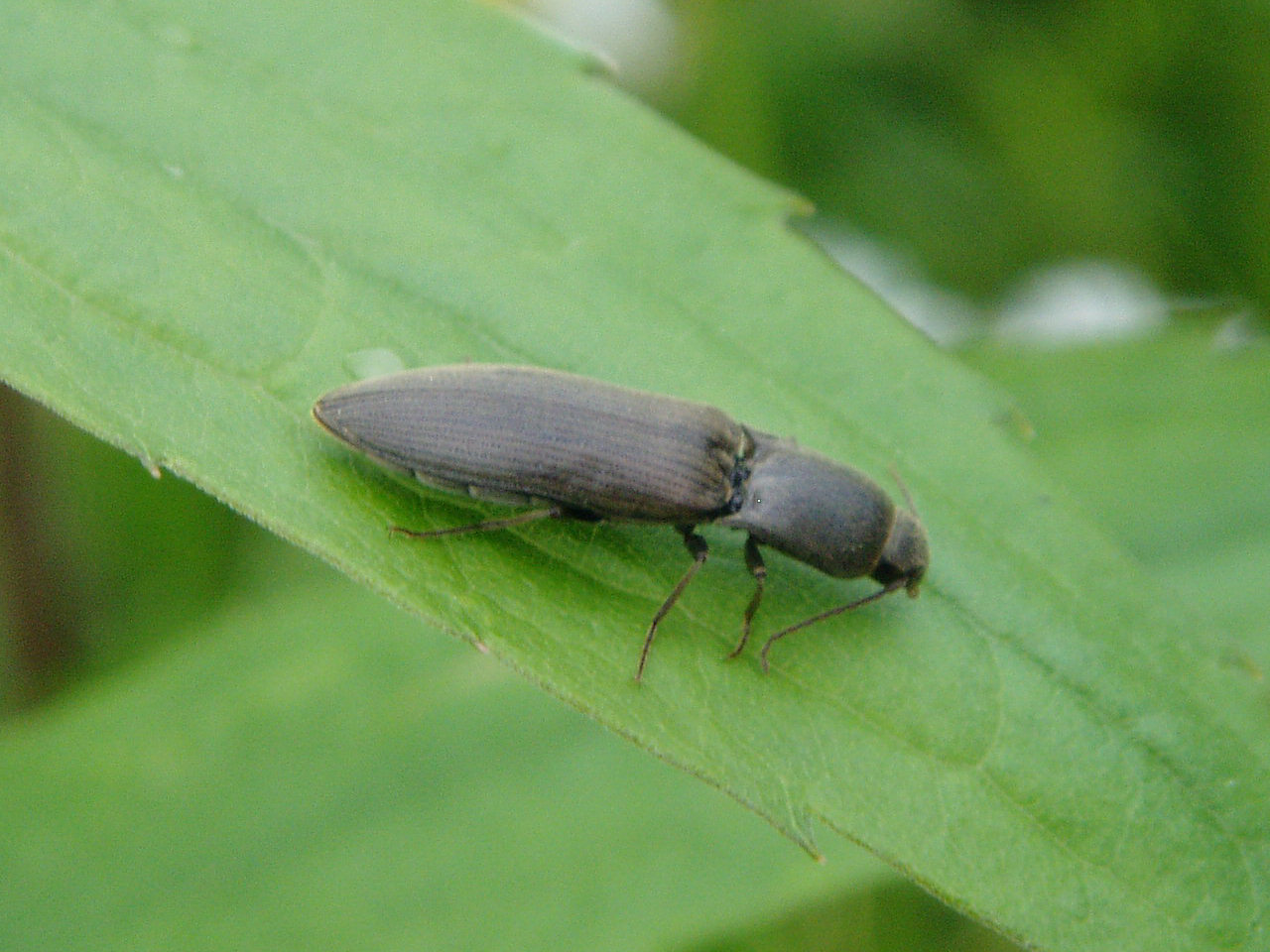
Agriotes lineatus, un coleóptero que afecta a los bulbos.

- Trips (varias especies, entre ellas: Taeniothrips simplex; Trips de la sierra, Heliothrips haemorrhoidalis y Trips del tabacco, Trips tabaci, Thysanoptera). Se trata de insectos chupadores que pican las hojas y las flores donde provocan decoloración del tejido, desecación y hasta enrollamientos. Se controlan mediante tratamiento con insecticidas sobre los cormos antes de la plantación o con pulverizaciones posteriores durante el período vegetativo.
- Elaterio. Las larvas de Agriotes lineatus (Coleoptera) afectan los bulbos.
- Mosca del bulbo. La larva de Eumerus strigatus (Diptera) penetra los bulbos, devorándolos y permitiendo el acceso a hongos que ocasionan putrefacciones.
- Mosca del narciso. La larva de Lampetta equestris (Diptera) también ocasiona el mismo daño.
- Áfido del bulbo. Los adultos y ninfas de Yezabura tulipae (Hemiptera) provocan el deterioro de los bulbos conservados.

#### Enfermedades fúngicas.[10][5][12]

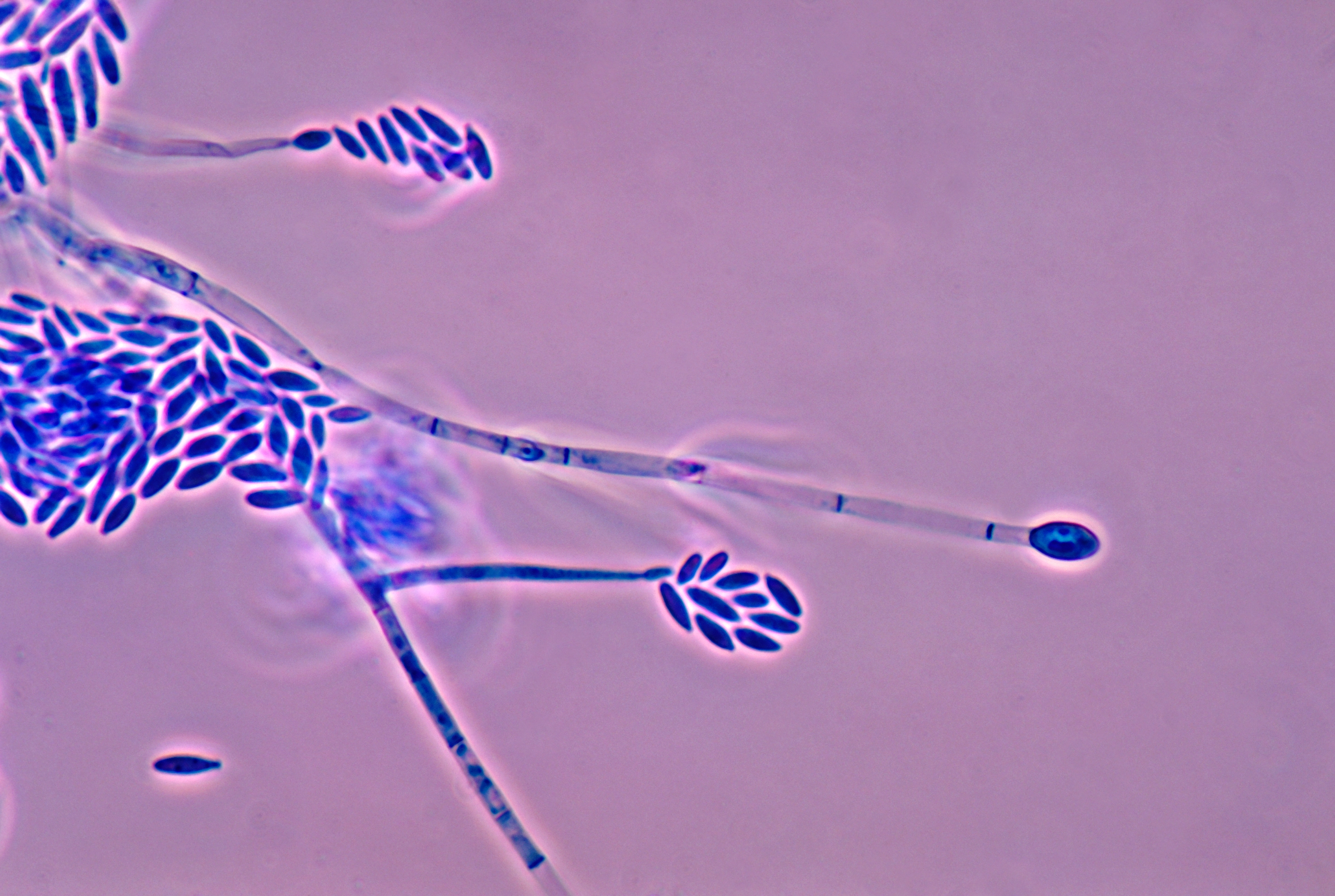
Aspecto de los conodios de Fusarium, un hongo fitopatógeno que provoca daños generalizados al gladiolo.

- Fusariosis (Fusarium oxysporum f. sp. gladioli). Es una enfermedad muy frecuente y grave en el cultivo del gladiolo.  Los síntomas se manifiestan en todos los órganos de la planta (amarillamiento de las hojas, disminución del número de flores por vara, podredumbre seca de los cormos). Se controla mediante prácticas agronómicas (rotación del cultivo durante 5 años como mínimo), encalado de suelos, uso de fertilizantes a base de nitratos y tratamientos con fungicidas.
- Estromatiniosis (Stromatinia gladioli). Los síntomas de esta enfermedad se manifiestan en principio sobre las hojas, produciéndose clorosis, y a continuación se produce la podredumbre de la base del tallo. El hongo que la produce permanece mucho tiempo en el suelo. Las medidas de control son iguales que para el caso de la Fusariosis.
- Botritis (Botrytis gladiolorum). Se trata de una enfermedad muy frecuente y severa que afecta sobre todo al final del período vegetativo. El control es similar que para la Fusariosis.
- Roya Transversa (Uromyces transversalis). Se trata de una enfermedad bastante frecuente en cultivos realizados en primavera y en otoño. El control es básicamente químico, sobre la base de fungicidas.
- Sclerotinia (Sclerotinia gladioli). Esta enfermedad puede tacar las hojas, las cuales presentan manchas pardas como síntomas. Puede también atacar al bulbo, produciendo una podredumbre seca. Si las condiciones ambientales son favorables para el patógeno, puede provocar la momificación de la planta entera y la producción de gran cantidad de esclerotos, los cuales son el órgano de perpetuación del hongo.

#### Virosis
Alrededor de quince tipos de virus pueden infectar al gladiolo, aunque su importancia económica es muy variable. De hecho, solamente dos presentan importancia económica: el virus del mosaico amarillo de la judía o Bean Yellow Mosaic Virus (BYMV) y el Virus del mosaico del pepino o Cucumber Mosaic Virus (CMV). Ambas son responsables de decoloraciones foliares y florales. Los dos virus son transmitidos en la forma no persistente por diversos vectores, entre ellos pulgones, que los diseminan planta a planta a partir de numerosas fuentes de infección. Las medidas de control están dirigidas a la utilización de bulbos sanos para realizar la plantación y al control de los insectos vectores.

### Galería

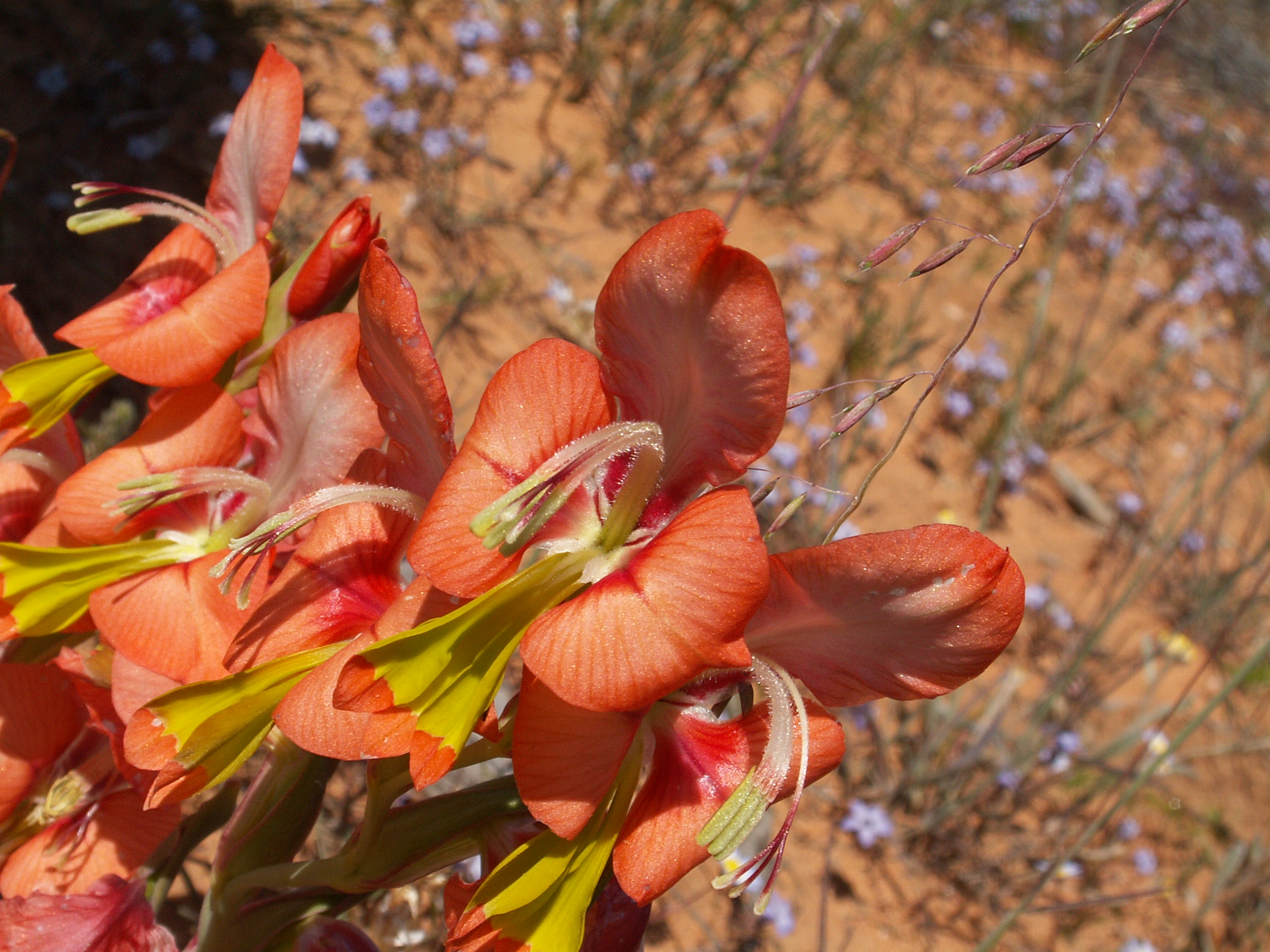
Gladiolus alatus
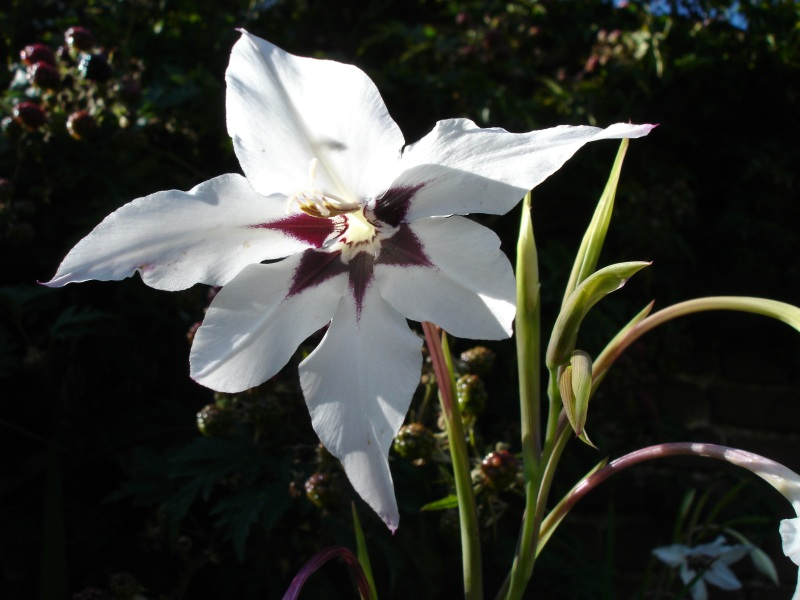
Gladiolus callianthus
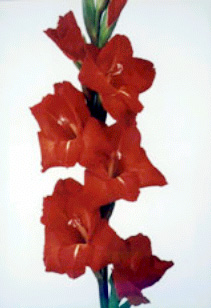
Gladiolus communis
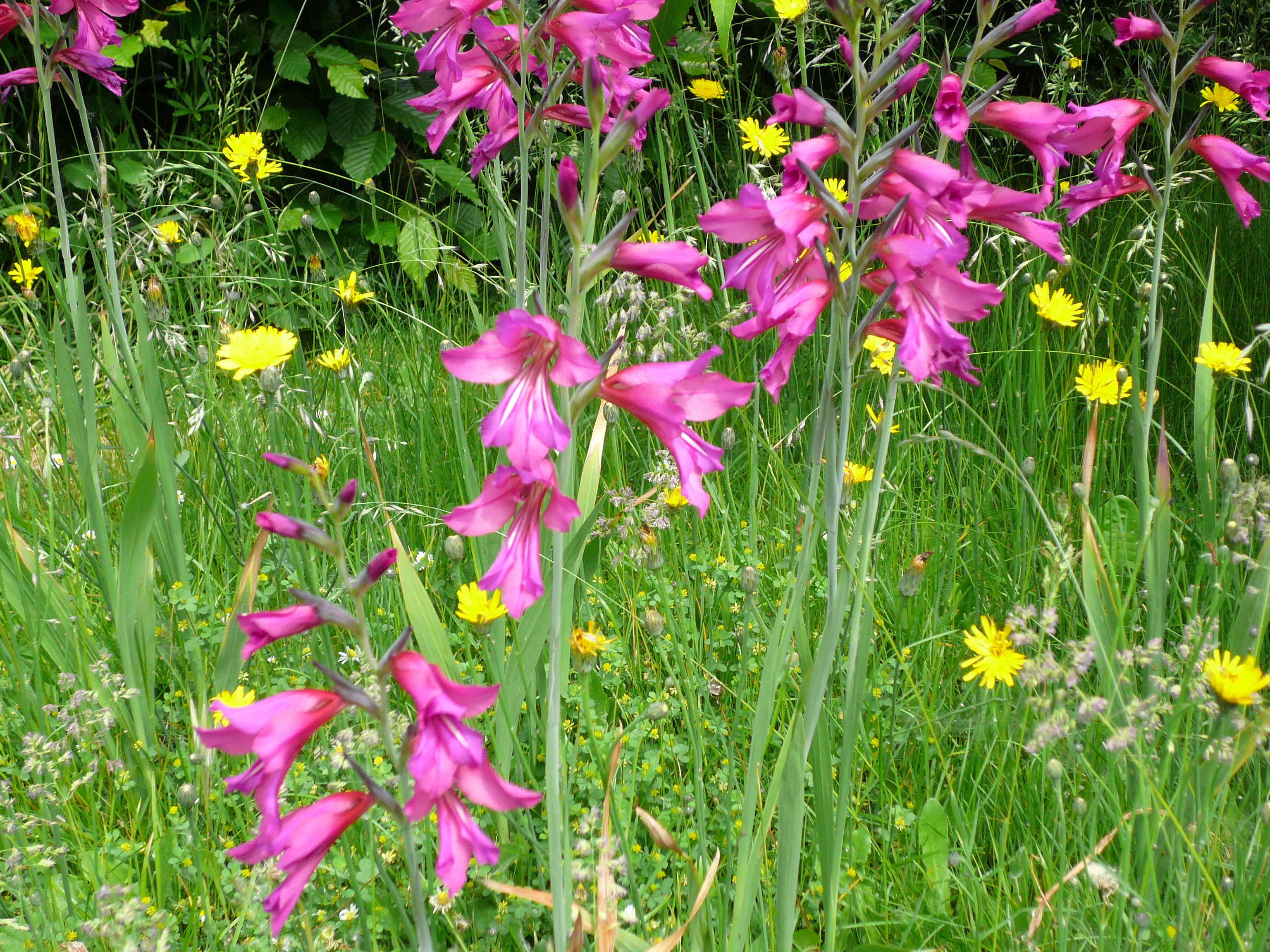
Gladiolus communis subsp. byzantinus
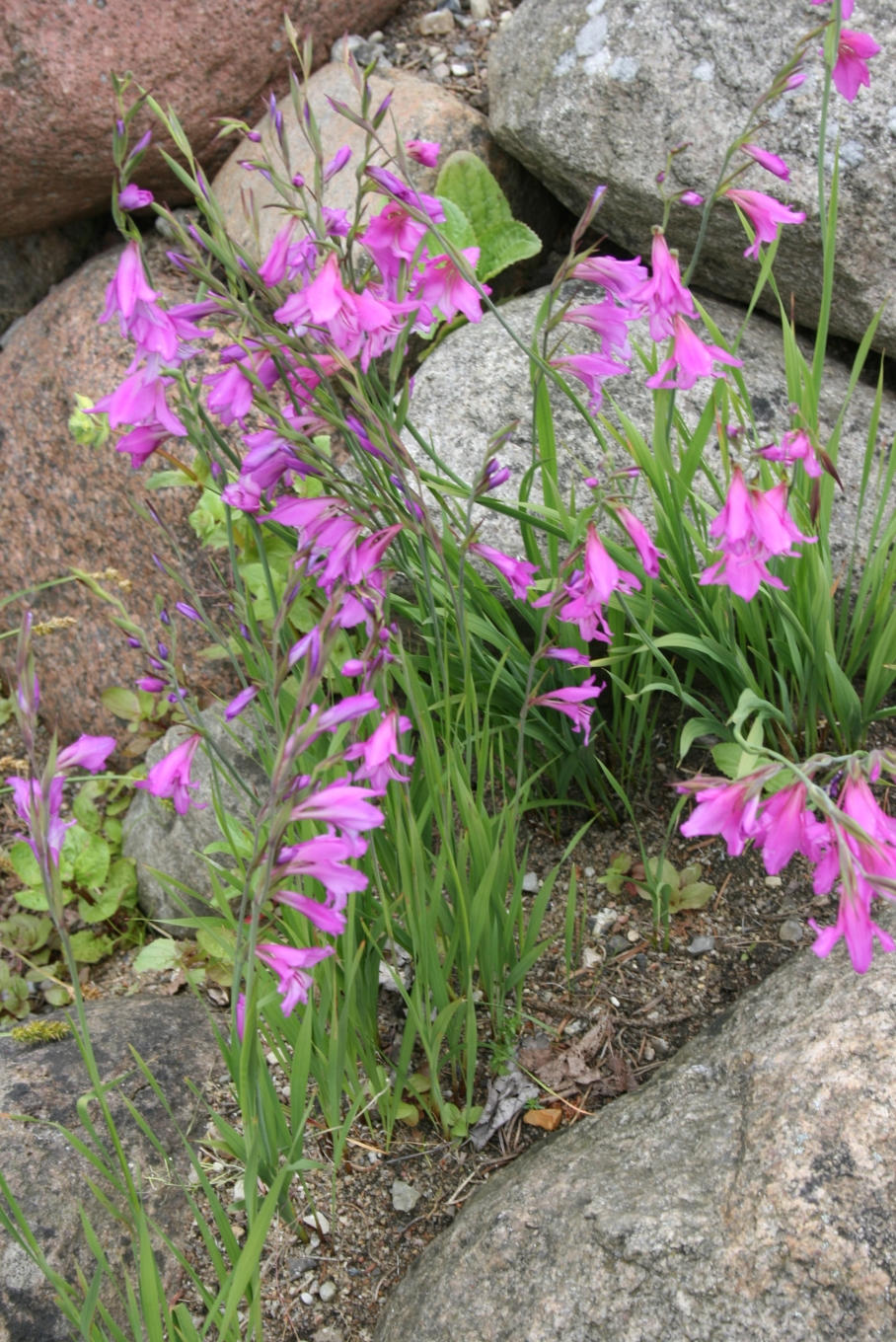
Gladiolus illyricus
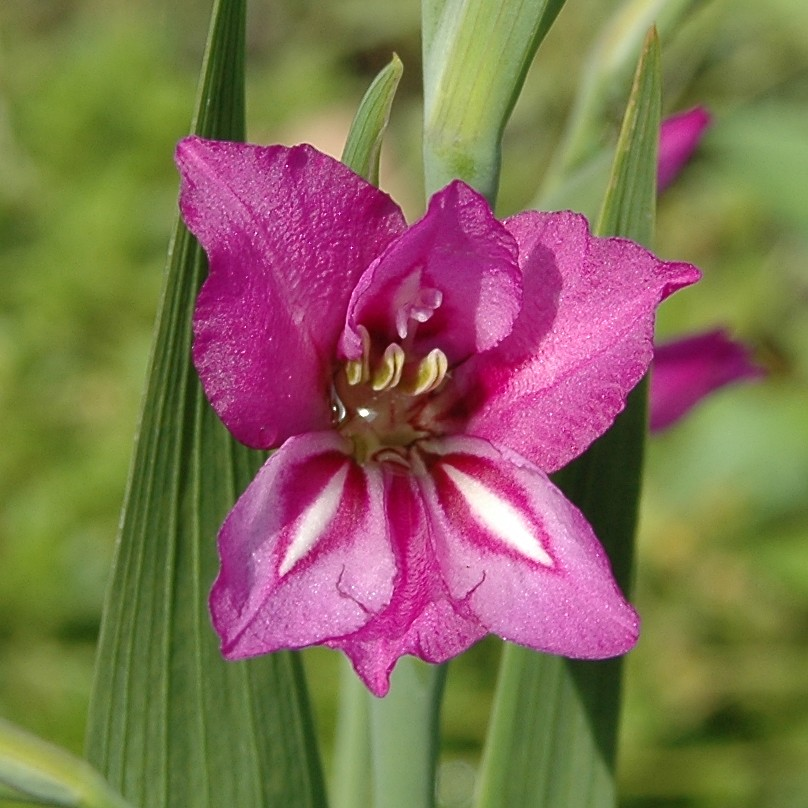
Gladiolus imbricatus
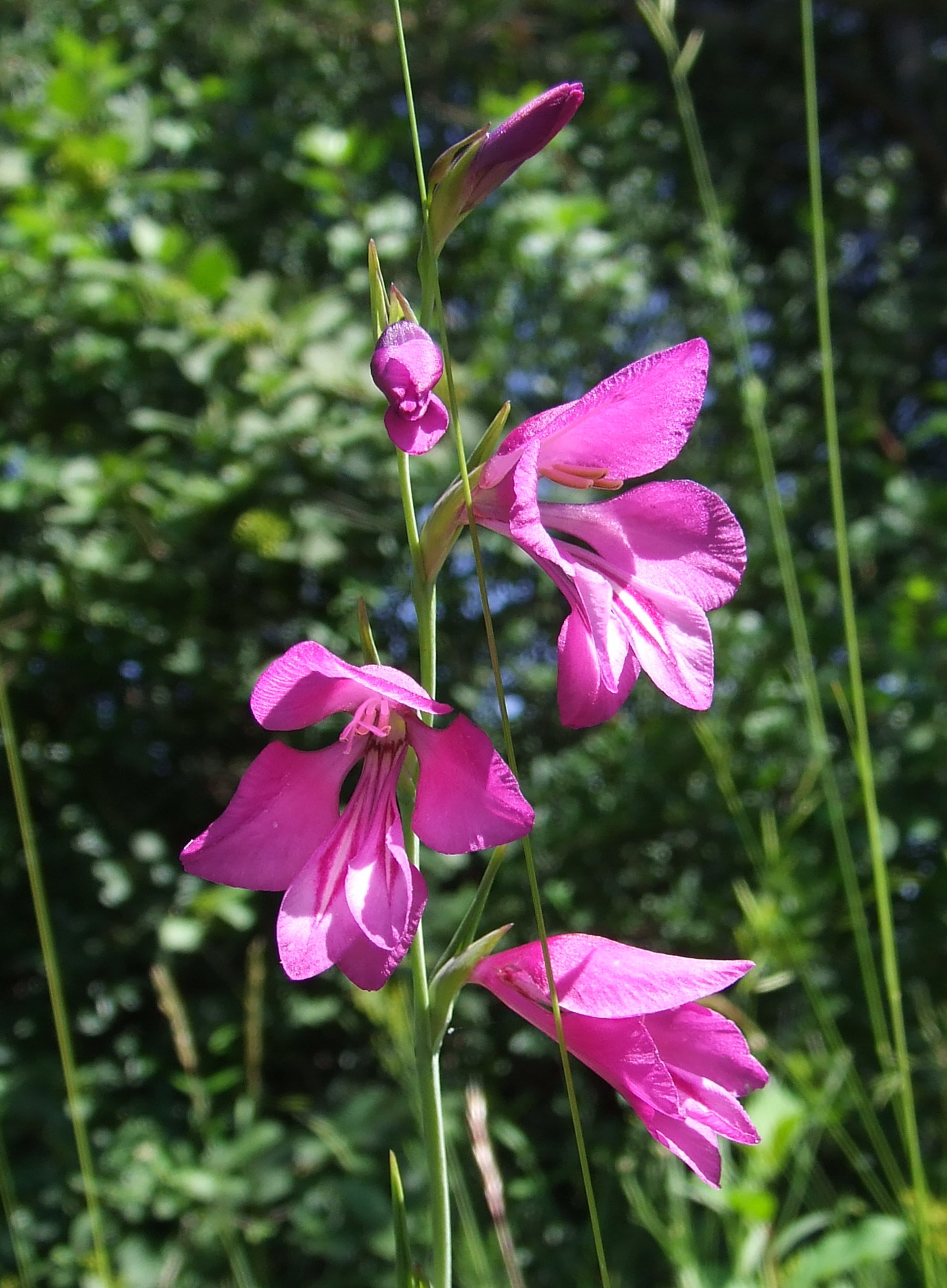
Gladiolus palustris